# Caos
|  | Per a altres significats, vegeu «Caos (mitologia)». |

Atractor de Lorenz, un sistema caòtic.

Originàriament, el terme caos es refereix a la substància primordial a partir de la qual, segons la mitologia grega, va nàixer l'univers i prové del mot grec Χαος (pronunciat ['xa.os]).

## Ús comú de la paraula «caos»
El caos designa tot allò que és o pareix desorganitzat, desordenat, confús i a vegades incoherent o fosc. Segons aquesta definició, s'aplica a l'esperit o al comportament humà (desordre social, polític o econòmic, estat d'agitació) o bé a les produccions o creacions de l'esperit i les obres d'art. Sovint s'identifica l'anarquia amb el caos, tot i que l'anarquia no és un desordre social sinó una organització segons l'ideari llibertari.

## El caos en les matemàtiques i la física
La teoria del caos estudia els sistemes dinàmics que, encara que són deterministes, presenten comportaments extremadament complexos que pareixen desordenats i caòtics.